# Крстарица Емден
Крстарица Емден је немачка лака крстарица из Првог светског рата, поринута 1908. Истакла се успешним крстаричким ратовањем у Индијском океану, од почетка рата до потапања у бици код Кокосових острва, 9. новембра 1914.

## Карактеристике
Поринут 1908, Емден је био крстарица депласмана 3.650 т, брзине 24 чвора, наоружана са 10 топова 105 мм и 2 торпедне цеви. Посада је бројала 360 људи.

## Ратни пут
Почетком Првог светског рата била је у саставу немачке Крстаричке ескадре на Далеком истоку. Сазнавши 3. августа 1914. из радио-депеша за избијање рата, командант Емдена, капетан Фрегате Карл Милер, упутио се према поморској комуникацији Шангај - Владивосток, ту запленио пароброд руске Добровољне флоте Рјазањ и допратио га 6. августа у Чинг-Тао. Затим се са помоћном крстарицом Принц Ајтел Фридрих и трговачким бродом Маркоманија придружио 12. августа Крстаричкој ескадри на сидришту острва Пагана на Маријанским острвима. Одатле су Емден и Маркоманија (као брод за снабдевање) упућени 14. августа у индијски океан да самостално воде крстарички рат.

### Индијски океан
Његова појава у првој половини септембра у Бенгалском заливу, где Британци нису рачунали са непријатељским дејствима, пореметила је сав поморски саобраћај. Британци су били приморани да појачају поморске снаге у Бенгалском заливу властитим и савезничким бродовима, да организују конвоје и предузму гоњење Емдена.
Мењајући операцијске зоне и наносећи ударе тамо где му се противник није надао, Милер је вешто избегавао потеру. Његова дејства олакшавало је неколико заплењених бродова натоварених угљем, које је узео за пратиоце.

### Битка код Пенанга
Ноћу 22/23. септембра Емден је уништио складишта нафте у Мадрасу, а у свитање 28. октобра извршио је препад на луку Пенанг на Малајском полуострву у ту потопио руску крстарицу Бисер (рус. Жемчуг)  и француски разарач Мускета (фр. Mousquet), не претрпевши притом никаквих оштећења.

### Битка код Кокоса
Пошто је прекрцала преживеле са Мускете на један британски пароброд, Емден се упутио према Кокосовим острвима. При нападу на тамошњу кабловску и радио станицу, Емден је 9. новембра изненадила јача аустралијска крстарица Сиднеј (депласман 5.490 т, 8  топова 152 мм, брзина 25.5 mчворова) и после једноипочасовне борбе тешко ју је оштетила, па је морала бити насукана на острво Норт Килинг (North Keeling Island).

## Закључак
Емден је потопио укупно 15 трговачких бродова и 1 багер са укупно 70.825 БРТ и везала петнаестак противничких оклопних крсаша и крстарица. Дејства Емдена убрајају се међу веома успеле примере крстаричког рата.